# بستاندرة (طغامين)
بستاندرة (بالفارسية: بستاندره) هي قرية تقع في إيران في قسم طغامین الريفي. يقدر عدد سكانها بـ 201 نسمة بحسب إحصاء 2016.